# Pain perdu
Le pain perdu, aussi appelé pain doré (en Belgique et au Canada) ou croûtes dorées (en Suisse), french toast (en anglais), est un mets constitué de pain trempé dans un mélange de lait et d'œuf puis cuit. Il est connu dans de nombreuses régions du monde sous diverses appellations,,,.

## Histoire
Le pain perdu,, permet d'utiliser du pain rassis, soit par nécessité de ne pas perdre de nourriture, soit parce que jeter du pain, avec ses connotations religieuses, est socialement inacceptable. Mais, comme il a été repris par les cuisiniers qui l'ont enrichi de saveurs telles que la cannelle, il est aussi devenu un élément de desserts soignés proposés dans les restaurants gastronomiques,.
Vers l'an 1300, le chef français Taillevent présente une recette de préparation pour des « tostées dorées » dans Le Viandier.
Une recette allemande du XIVe siècle est nommée arme Ritter (« pauvre chevalier »), un nom également utilisé en anglais et dans les langues nordiques.
En Espagne, l'une des premières recettes a été publiée en 1611 par Francisco Martínez Motiño.

## Préparation
Les œufs sont battus et mélangés à du lait, et éventuellement du sucre si l'on veut obtenir un aspect caramélisé. Le pain rassis est coupé en tranches et les tranches sont trempées dans cette préparation. Les tranches sont ensuite cuites, par exemple au four ou à la poêle, de préférence dans du beurre. Accompagné de sucre, ce mets est servi comme une pâtisserie, au petit déjeuner, au goûter ou en dessert. Il est aussi possible d'incorporer du fromage dans la préparation, le pain perdu est alors servi comme entrée ou plat au déjeuner ou au dîner, éventuellement accompagné de jambon.

## Variantes

### En France
Dans certaines régions de France, ce mets a d'autres appellations comme « dorée » ou « dodines » dans le Périgord ou bien encore « pain crotté » ou « pain ferré » dans le Nord-Pas-de-Calais. En Charente, le pain perdu est parfois appelé « soupe-rousse » probablement à cause de sa couleur une fois cuit. La Basse-Bretagne connaissait le boued laezh (« nourriture de lait »), c'est-à-dire du lait chauffé avec du pain. En Picardie, le « galopin » est un pain perdu préparé avec de la brioche ou du pain brioché. Dans le Nord, on parfume parfois le lait avec du genièvre.
L'Anjou connaît une variante, le « pain perdu au triple sec » (Combier ou Cointreau). La Normandie possède une spécialité culinaire, le « pain perdu à la normande » ; il s'agit d'un pain perdu flambé avec du pommeau de Normandie et servi avec de la confiture de pommes.

### Ailleurs

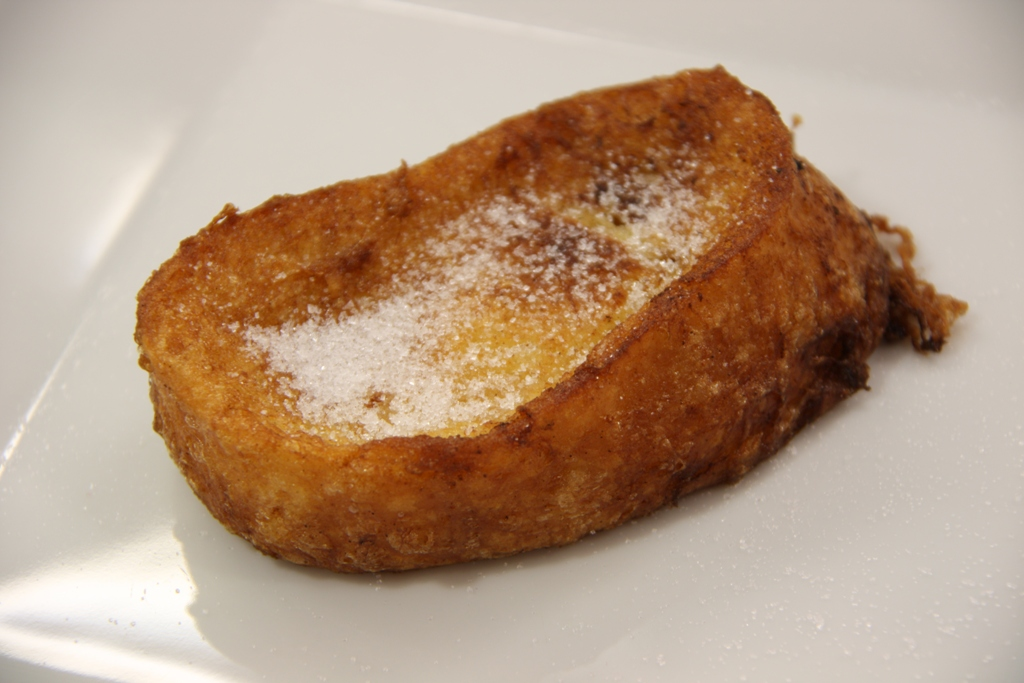
Torrija espagnole.

Dans le Canada francophone, on parle de « pain doré », traditionnellement accompagné de sirop d'érable. En Suisse, on appelle aussi ce mets « croûte dorée » et on le sert avec une compote de pommes.
Le nom anglais est parfois poor knights of Windsor, une version alcoolisée (au xérès sucré), à ne pas confondre avec le bread and butter pudding servi avec une sorte de crème anglaise. Aux États-Unis et au Royaume-Uni, le pain perdu est appelé French toast.
En Allemagne, on parle de arme Ritter, ce qui veut dire « pauvre chevalier », et qui désigne un repas pouvant être préparé avec peu de moyens financiers grâce aux ingrédients bon marché,. Au Portugal, le pain perdu est un plat traditionnel de Noël qui s'appelle les « rabanadas ». En néerlandais, il peut s'appeler gewonnen brood (« pain gagné », puisqu'il est récupéré) en Belgique ou plutôt wentelteefjes aux Pays-Bas.
En Espagne, la torrija est une sorte de pain perdu, généralement associé à la période du carême ; il y a des formes régionales. La variante d'Argentine et d'Uruguay s'appelle torreja. Au Mexique, on parle de pan francés, ce qui veut dire « pain français ».
En Turquie, il est consommé notamment au petit déjeuner appelé yumurtalı ekmek mais sa recette ne contient pas de lait, seulement des œufs contrairement à la recette française. Une autre différence est que le pain perdu est cuit dans de l'huile et non du beurre. Les Turcs l'apprécient accompagné de différentes confitures.
En Inde, le pain perdu est nommé french toast du fait de l'influence de la télévision américaine dans le pays. Ainsi, au sous-continent, la variante salée n’est pas aussi bien connue que le pain perdu sucré. Celui-ci ne doit pas être confondu avec le Bombay toast, un sandwich trempé dans une pâte de farine de pois chiches, épicé et frit dans l’huile.
À Madagascar, le pain perdu est appelé makasôka. Au Sénégal, le pain perdu est appelé mbourou fass.